# 기라라의 역습: 토야코 사밋토 위기일발
기라라의 역습: 토야코 사밋토 위기일발(Guilala's Counterattack: Lake Toya Summit Crisis)은 일본에서 제작된 카와사키 미노루 감독의 2008년 영화이다. 릴리 프랭키 등이 주연으로 출연하였고 스즈키 마사노부 등이 제작에 참여하였다.

## 출연

### 주연
- 릴리 프랭키
- 후쿠모토 히데

### 조연
- 후루야 빈
- 이노우에 준이치
- 가토 나츠키
- 카토 카즈키
- 기타노 다케시
- 쿠로베 스스무
- 미우라 준
- 미즈노 하루오
- 나츠키 요스케
- Toshiya Wazaki

## 제작진
- 조명: 이와사키 유타카
- 조감독: Takashi Ochiai
- 시각효과: Koichi Tsuboi